# Štangarski potok
Štangarski potok (tudi Račiški, Raški potok) je potok, ki nabira svoje vode v hribovju južno od Litije in je del porečja potoka Reka, ki teče skozi Šmartno pri Litiji in se pri Litiji kot desni pritok izliva v reko Savo. 
Vodna pot: Dragovški potok - Reka - Sava.